# Sekyra (kniha)
Sekyra je román Ludvíka Vaculíka, který byl vydán poprvé roku 1966. Jedná se o jedno z jeho posledních děl, které ještě oficiálně vydal. Autor zde pracuje se svými skutečnými životními prožitky a vzpomínkami. Jedná se proto o autobiografický román, jehož tématem je vztah otce a syna.

## Příběh
Příběh začíná tím, že vypravěč, pražský novinář, se chystá na cestu ke svému mladšímu bratru řidiči. K samotné návštěvě vypravěčova bratra přitom dochází až v úplném závěru, i přesto, že k ní vlastně směřuje celou dobu. Dílo je totiž prostoupeno retrospektivními odbočkami, úvahami a vzpomínkami na autorovo dětství, a to tvoří několik dějových linií. Ve vypravěčových vzpomínkách se stále ocitáme ve valašské vesničce, kde vyrostl. Postupně si vybavuje, jak trávil dětství se svou rodinou a jak si hrál se svými bratranci z Tarandové. Vypráví nám o svém životě, o smrti své matky a později i otce. Dokonce se tu vypravěč objevuje i v roli otce se svou ženou a dětmi. Dozvídáme se také o jeho práci v redakci novin. Tyto autorovy vzpomínky nejsou však chronologicky řazené.
Nejvýznamnější dějovou linií je vztah vypravěče a jeho otce. Na začátku se dozvídáme, že otec byl dlouho pro syna velkým vzorem. Otec pracoval ve 30. letech v Persii. Po návratu domů se nadchl pro myšlenky socialismu a stal se z něj vzorný komunista, později dokonce předseda národního výboru. Ve vyprávění se postupně pro vypravěče stává jeho otec protivníkem.

## Postavy
Většina postav není pojmenována přímo, ale pouze rodinným vztahem k hrdinovi (tata, bratr řidič, maminka, bratranci z Tarandové, bratr, který žije na Slovensku, žena mého syna). Vlastními jmény jsou označovány vedlejší postavy, které stojí mimo rodinu.
- Autor (syn) – Je hlavní postavou a vypravěčem celého příběhu. Pracuje jako pražský novinář. Rekapituluje svůj život a vzpomíná na své mládí.[2]
- Otec – Pro syna byl v dětství vzorem. Později vstupuje do komunistické strany, postupně se mění, díky režimu ztrácí rodinu a se synem se nakonec odcizí.[2]

## Časoprostor
Děj se odehrává na moravském venkově v 50. letech 20. století. Autor se však v díle vrací ve svých vzpomínkách a minulost s přítomností přecházejí nečekaně jedna v druhou. Spousta epizod se odehrává v různých časových a prostorových rovinách: návštěva bratra na jižní Moravě, práce v pražské redakci, vzpomínky na dětství ve valašské vesnici, pobyt u sestry v rodném domě. Časové roviny a dějové úseky nejsou zřetelně odděleny, ale prolínají se navzájem, což působí neuspořádaně.